# Подих часу
Подих часу ( або Дух часу, також нім. Zeitgeist) — інтелектуальна мода або домінуюча розумова традиція, яка визначає і стандартизує стиль мислення певної епохи. Наприклад, на архітектуру та інші сфери мистецтв двадцятого століття істотно вплинули ідеї модернізму. Термін Zeitgeist часто приписується філософу Гегелю, хоча він ним і не користувався. У своїй роботі «Лекції з історії філософії» він використовує фразу der Geist seiner Zeit (дух свого часу) - наприклад, «жодна людина не може перегнати свого часу, оскільки дух його часу - це також його дух.» Іншими філософами, що виражали подібні ідеї, були Гердер, Спенсер і Вольтер.
Гете розглядав дух часу як переважаючу духовну сторону епохи: «Якщо якась сторона виступає найсильніше, опановуючи масу і тріумфуючи над нею, так що при цьому протилежна сторона відтісняється на задній план і затінюється, то таку перевагу називають духом часу, який визначає сутність даного проміжку часу ».
Концепція включає також Теорію великих людей, популяризовану Томасом Карлейлем, яка визначає історію як результат діяльності великих героїв і геніїв.
Гегель вірив, що мистецтво відображає, за самою своєю суттю, культуру тієї епохи, в яку воно творилося. Культура і мистецтво нерозривно пов'язані тому, що художник є продуктом свого часу, тому привносить культуру свого часу в кожне створене ним твір мистецтва. Більш того, він вірив, що в сучасному світі неможливо творити класичне мистецтво, яке, як він вважав, виражало «вільну й етичну культуру», яка ґрунтувалася на філософії мистецтва і теорії мистецтва, а не на відображенні соціальних умов або духу часу, в якому конкретний художник творив.
В аналізі культури і мистецтва концепція «духу часу» не може служити якісним інструментом дослідження для тих культур, в яких існувала соціальна і культурна неоднорідність і різноманітність.